# Batalla de la Cima
En el universo imaginario de J. R. R. Tolkien, y más concretamente en la historia narrada en El Señor de los Anillos, la Batalla de la Cima fue un enfrentamiento en singular combate entre dos poderosos maiar: Gandalf «el Gris» y el balrog de Moria. El enfrentamiento se produjo porque la Comunidad del Anillo intentaba salir con vida de Moria y el balrog que allí habitaba intentó impedirlo. Sucedió desde el 15 hasta el 20 de enero del año 3019 de la Tercera Edad del Sol.

## Beligerantes

### Balrog

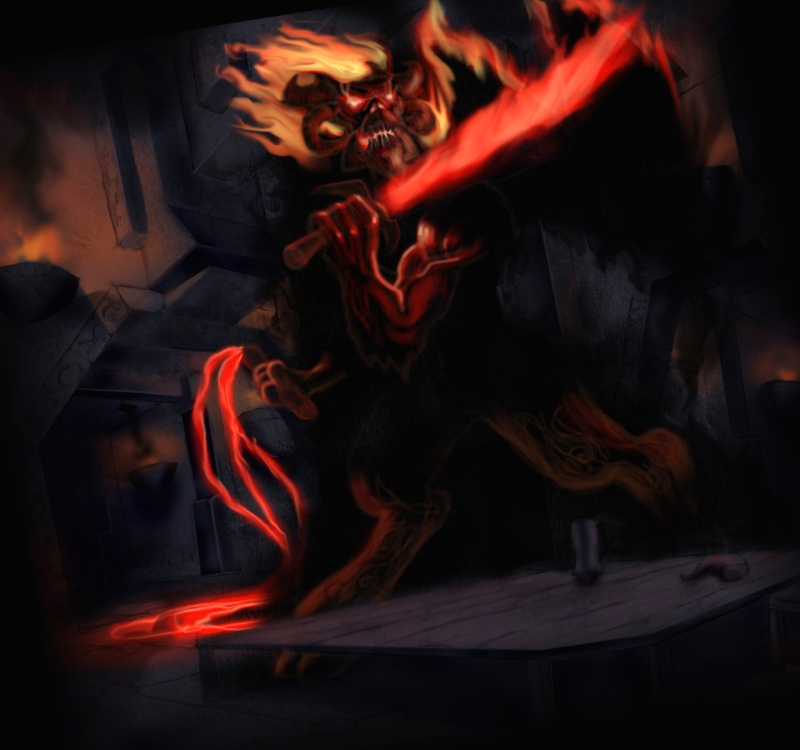
Representación del balrog de Moria.

Los balrogs son criaturas demoniacas, fuerzas del mal de Morgoth y Sauron. Aunque no lo parezca, los balrogs son maiar, espíritus menos poderosos que los valar. El término proviene del quenya valaraukor (vala significa ‘poder’, y raukor, ‘demonio’, es decir ‘demonio de poder’, o ‘demonio poderoso’. El balrog de Moria, era uno que habitaba en las profundidades de la tierra. La razón de esto era que, en la Guerra de la Cólera, los valar habían puesto en fuga a los valaraukor, y los que sobrevivieron, se escondieron, mientras que otros regresaban a su nuevo señor, Sauron. Los enanos de Moria habían cavado demasiado profundo, despertando al balrog, quien los mató a todos, y quedó como señor de Moria.

### Gandalf

La runa "G", emblema de Gandalf.

Gandalf, al igual que el balrog, era un maia, y además un istar, uno de los magos enviados por los valar desde su reino a la Tierra Media para contrarrestar a Sauron. Gandalf en el momento del combate esgrimía a su espada, Glamdring, de hechura élfica. Después del combate, Gandalf renacería como Gandalf el Blanco.

## Momentos previos
La Comunidad del Anillo, tras fracasar en su intento de atravesar el paso de Caradhras, toma la decisión de adentrarse en las minas de Moria, antigua ciudad de enanos. Entre la compañía hay reticencias siendo Gimli el más optimista y Boromir el más reticente. Finalmente se adentran y consiguen avanzar hasta muy cerca de la salida del este cuando son atacados por los orcos en la Cámara de Mazarbul. Allí, tras un primer combate que ralentiza a los atacantes, temerosos de entrar en la sala por la férrea defensa de la compañía, deciden huir el puente de Khazad-dum. No obstante, antes de llegar al mismo, Gandalf percibe un espíritu poderoso mientras intenta bloquear la puerta. Como consecuencia del enfrentamiento entre dicho espíritu y el poder de Gandalf en un intento de cerrar la puerta de acceso, termina por ceder el techo de la sala dejando la zona obstruida y a Gandalf con las fuerzas muy menguadas.

## Combate
Gandalf alcanzó a la Compañía en un rellano, escaleras abajo y juntos descendieron a la Sala Segunda. Vieron un gran fuego que se interponía entre ellos y los orcos, por lo que les dio tiempo para cruzarla y correr en dirección al puente que cruzaba un abismo hacia las puertas. Ya sobre el puente, y cuando Legolas se aprontaba a disparar una flecha, vieron con claridad al balrog. 

[...] Las crines flotantes de la sombra se encendieron y ardieron detrás. En la mano derecha llevaba una hoja como una penetrante lengua de fuego y en la mano izquierda empuñaba un látigo de muchas colas
Tolkien, J.R.R. El Señor de los Anillos:La comunidad del Anillo I. Minotauro.

Mithrandir esperó al balrog en un extremo del puente, apoyado en la vara que sostenía con la mano izquierda y en la mano derecha blandía a Glamdring. El enemigo levantó el látigo y avanzó hacia él, pero Gandalf no se amedrentó y le gritó 

No puedes pasar... Soy un servidor del Fuego Secreto, que es dueño de la llama de Anor. No puedes pasar. El fuego oscuro no te servirá de nada, llama de Udûn. ¡Vuelve a la Sombra! No puedes pasar...
Tolkien, J.R.R. El Señor de los Anillos:La comunidad del Anillo I. Minotauro.

Esto podría hacer referencia a dos cosas: a su anillo de poder, narya, el anillo de fuego, o a la Llama Imperecedera que alimenta el fuego que sustenta al Mundo. El balrog desenvainó su espada roja,y lanzó un golpe, que Gandalf paró con Glamdring. Enseguida ambos contrincantes combatieron, pero Gandalf tiró una profunda estocada, que hizo caer al demonio y su espada se quebró. Cuando se reincorporó hizo restallar su látigo y saltó a medio del Puente que es el lugar donde el mago ya se encontraba, acompañado de Aragorn y de Boromir. Cuando el balrog se aproximó hasta, Gandalf golpeó la vara contra el puente y esta se le "[...]quebró en dos y le cayó de la mano. Una cortina cegadora de fuego blanco subió en el aire..."  Al instante el puente se derrumbó en el extremo en donde se encontraba el balrog y cayó al abismo. Pero mientras caía, el látigo sonó fuerte y atrapó las rodillas de Gandalf. El peso del cuerpo del balrog hizo el resto, ambos se precipitaron hacia las profundidades.
Durante mucho tiempo cayeron por el abismo hasta llegar a un lago de aguas heladas, ubicado en las inmensas profundidades de Moria. allí abajo la lucha continuó. Por los efectos del agua el balrog perdió su fuego, pero su fuerza seguía siendo tremenda ya que atenazó brutalmente al Mago. Gandalf lo hería una y otra vez con su espada forjada en Gondolin, para librarse de ese abrazo mortal. Finalmente, la bestia lo soltó y huyó por pasadizos oscuros no construidos por la mano del Hombre o de Enano y el Mago lo siguió bien de cerca; sabía que esa era su única posibilidad de salir.
Al final, en su larga escalada, el Daño de Durin lo llevó hasta la Escalera Interminable, que fue construida, se dice, por Durin I. Por allí treparon hasta llegar a la Torre de Durin, que estaba trabajada en la piedra, en la cima del Zirak-Zigil.
La lucha continuó y si bien el balrog recuperó sus fuegos, la lucha siguiente fue terrible. El demonio abrazó a Gandalf con sus fuegos y este atormentándolo con su espada. Al final, Gandalf hirió mortalmente al Daño de Durin arrojándolo contra un flanco de la Montaña que quedó casi totalmente destruido. Pero Gandalf yació tendido en la cima. Cinco terribles días había durado la "Batalla de la Cima".
Con su cuerpo muerto, su espíritu fue llevado por los valar a las Tierras Imperecederas. Pero pronto fue devuelto para que completara su misión. Por pedido de Galadriel, Gwaihir "El Señor de los Vientos" voló a buscarlo a la montaña y lo llevó desnudo y macilento a Lothlórien. Allí renació como Gandalf "El Blanco".